# Hideyuki Imakura
Hideyuki Imakura (今倉 秀之 Imakura Hideyuki?), född 3 juni 1972 i Saitama prefektur, är en japansk tidigare fotbollsspelare.
Imakura började sin karriär 1991 i Mitsubishi Motors (Urawa Reds). Han avslutade karriären 1994.